# 蒙日島
66°47′S 141°29′E / 66.783°S 141.483°E
蒙日島（Monge Island），是南極洲的島嶼，位於阿黛利地，處於穆斯角東南面1公里的拉孔謝島以南，在1951年由法國探險隊繪入地圖，以該國數學家加斯帕爾·蒙日命名，現時由南極條約體系管理。